# Live in Dortmund II
Live in Dortmund II ist das zehnte Livealbum der deutschen Rockband Böhse Onkelz. Es wurde am 26. Mai 2017 über das bandeigene Label Matapaloz veröffentlicht. Der Vorgänger Live in Dortmund erschien 1997.

## Inhalt
Das Album enthält Mitschnitte der beiden Konzerte der Band am 24. und 25. November 2016 in der Dortmunder Westfalenhalle auf ihrer Memento-Tour. Beide Auftritte fanden vor jeweils rund 15.000 Zuschauern statt.

## Covergestaltung
Das Albumcover ist in blauen Farbtönen gehalten und zeigt den Gitarristen Matthias Röhr, der sich nach vorne überbeugt, im Scheinwerferlicht auf der Bühne. Oben im Bild befindet sich der Böhse Onkelz-Schriftzug in Weiß und am unteren Bildrand steht der Titel Live in Dortmund II in Blau.

## Titelliste
CD1:
| #  | Titel                          | Länge |
| -- | ------------------------------ | ----- |
| 1  | Intro                          | 1:27  |
| 2  | Gott hat ein Problem           | 5:02  |
| 3  | 10 Jahre                       | 3:06  |
| 4  | Finde die Wahrheit             | 3:55  |
| 5  | Irgendwas für nichts           | 3:24  |
| 6  | Nie wieder                     | 4:07  |
| 7  | Gehasst, verdammt, vergöttert  | 3:05  |
| 8  | Auf die Freundschaft           | 4:09  |
| 9  | Schutzgeist der Scheiße        | 4:48  |
| 10 | Lieber stehend sterben         | 3:48  |
| 11 | Nur die Besten sterben jung    | 3:53  |
| 12 | Jeder kriegt was er verdient   | 4:35  |
| 13 | Dunkler Ort                    | 4:04  |
| 14 | Wieder mal ’nen Tag verschenkt | 4:02  |

CD2:
| #  | Titel                           | Länge |
| -- | ------------------------------- | ----- |
| 1  | 52 Wochen                       | 3:11  |
| 2  | Danke für nichts                | 3:38  |
| 3  | Bomberpilot                     | 3:29  |
| 4  | Wo auch immer wir stehen        | 6:36  |
| 5  | Mach’s dir selbst               | 3:30  |
| 6  | Auf gute Freunde                | 7:19  |
| 7  | Wir ham’ noch lange nicht genug | 4:03  |
| 8  | Kirche                          | 5:48  |
| 9  | Mexico                          | 3:02  |
| 10 | Erinnerungen                    | 5:26  |

## Chartplatzierungen
Live in Dortmund II stieg am 2. Juni 2017 auf Platz 3 in die deutschen Albumcharts ein und konnte sich zwölf Wochen in den Top 100 halten. In Österreich erreichte das Album Rang 4 und in der Schweiz Position 8. In den deutschen Album-Jahrescharts 2017 belegte es Platz 84.

## Rezeption
| Professionelle Bewertungen | Professionelle Bewertungen |
| -------------------------- | -------------------------- |
| Kritiken                   |                            |
| Quelle                     | Bewertung                  |
| laut.de                    | [ 5 ]                      |

Manuel Berger von laut.de bewertete das Album mit drei von möglichen fünf Punkten. Die Band spiele „in Höchstform auf, gerade Kevin Russell am Mikro stellt einmal mehr unter Beweis, wie gut er sich gesundheitlich und stimmlich erholt hat.“ Vom neuen Studioalbum Memento würden aber die Lieder Der Junge mit dem Schwefelholz und Nach allen Regeln der Sucht fehlen, während die Balladen Wieder mal nen Tag verschenkt und Wo auch immer wir stehen als „Durchhänger“ bezeichnet werden.